# Державний кордон. Солоний вітер
«Солоний вітер» (рос. «Солёный ветер») — радянський телевізійний художній фільм, поставлений на кіностудії «Білорусьфільм» в 1988 році. Сьомий фільм телевізійного серіалу «Державний кордон».

## Сюжет
Фільм поставлений на реальних подіях. Естонська РСР, кінець 1950-х років. Західні спецслужби засилають в прикордонну зону диверсанта для організації великомасштабної провокації…

## У ролях
- Федір Сухов —  Павло Бєлов
- Катрін Кохв —  Рина
- Вальдемар Зандберг —  Шлойда
- Вітаутас Томкус —  Август
- Гедімінас Гірдвайніс —  Мирд
- Улдіс Ваздікс —  полковник Арен
- Йосип Гогічайшвілі —  Сіхарулідзе
- Олександр Діденко —  Ракітін
- Валентин Бєлохвостик —  Носков
- Сулев Луйк —  майор Вянтер
- Олександр Рахленко —  штурман корабля Любимов
- Віктор Саракваша —  Старчєвой
- Іта Евер —  тітонька Лінда
- Егон Нуттер —  Юхан
- Дмитро Калінін —  Куклін
- Улдіс Пуцітіс —  генерал Грей
- Антанас Шурна —  полковник Ллойд
- Тину Луме —  Фріснер
- Гунар Кілгас —  Якобсон
- Аго Роо —  Унт

## Знімальна група
- Автор сценарію — Олег Смирнов
- Режисер-постановник — Геннадій Іванов
- Оператор-постановник — Ігор Ремішевський
- Художник-постановник — В'ячеслав Кубарєв
- Композитор — Едуард Артем'єв